# 6575 Slavov
6575 Slavov este un asteroid din centura principală de asteroizi.

## Descriere
6575 Slavov este un asteroid din centura principală de asteroizi. A fost descoperit pe 8 august 1978 la Observatorul de Astrofizică din Crimeea de Nikolai Cernîh. El prezintă o orbită caracterizată de o semiaxă mare de 3,12 ua, o excentricitate de 0,16 și o înclinație de 5,1° în raport cu ecliptica.